# Stan Smith
Stanley Roger "Stan" Smith (født 14. december 1946 i Pasadena, Californien, USA) er en tennisspiller fra USA. Han var en af verdens bedste mandlige tennisspillere i 1970'erne og vandt i løbet af sin karriere syv grand slam-titler: to i herresingle og fem i herredouble – alle fem med Bob Lutz som makker. Han var endvidere en del af det amerikanske hold, der vandt Davis Cup fem år i træk fra 1968 til 1972 samt i 1978 og 1979.
Han vandt 48 ATP-turneringer i single, heraf en titel ved ATP Finals og en titel ved WCT Finals, og 54 titler i herredouble, heraf en titel ved World Double WCT.
Smith var nr. 1 på ATP's verdensrangliste i double i 8 uger fra 2. marts til 26. april 1981.
Han blev i 1987 valgt ind i International Tennis Hall of Fame, og siden 2011 har han været præsident for International Tennis Hall of Fame.